# Jazz Club Étoile
Le Jazz Club Étoile, anciennement Jazz Club Lionel Hampton, est un club de jazz situé dans l'enceinte de l'hôtel Méridien Étoile, au 81 boulevard Gouvion-Saint-Cyr, dans le 17e arrondissement de Paris.

## Historique
Le club a été créé en 1976 par Moustache. C'est en 1984 que Lionel Hampton, jazzman américain, a accepté que son nom lui soit donné. Après rénovation en 2009, il change de nom pour devenir le Jazz Club Étoile.
Jean-Pierre Vignola et Didier Tricard sont les programmateurs du club depuis novembre 2000, puis Jean-Pierre Vignola seul à partir de 2013.
Depuis 2019, Wild Mix, porté par Dahlia Mathilde Bellaïche et Emily Pello, assure la programmation cinq soirs par semaine.

## Programmation
- Big band tous les lundis
- 2000 : Mighty Mo Rodgers - Magic Slim - Little Milton
- 2001 : John Primer - D.C. Bellamy - Le Grand Orchestre du Splendid - Roy Gaines - Willie Kent (en) - Mighty Mo Rodgers - Magic Slim - the Count Basie orchestra
- 2002 : Marc Laferrière - Mighty Mo Rodgers - Ike Turner - Kenny "Blues Boss" Wayne - C.J. Chenier - Kenny Neal - Carl Weathersby (en) - Joe Louis Walker - Roy Gaines - Rhoda Scott - Sam Moore
- 2003 : Christian Escoudé - hommage Django Reinhardt - Claude Bolling - Henry Gray - Sidney Bechet memory - Magic Slim - Michel Legrand - Roomful of Blues (en) - Otis Clay
- 2006 : Claude Bolling - Bernard Allison et Patrick Verbeke - Magic Slim - Kenny Neal et Billy Branch - Shemekia Copeland - Mighty Sam McClain - Music Maker - Demi Evans - Manu Dibango
- 2007 : Rhoda Scott - Eddy "the Chief" Clearwater - Ike Turner - Didier Lockwood - Beverly Jo Scott - Charlie Musselwhite - C.J. Chenier
- 2008 : François Laudet - Benoit Blue Boy - Lazy Lester - Cheick Tidiane Seck - La Velle - China Moses - Rhoda Scott - Wendell Burnious - John Ellison - Philipp Walker - Vivian Reed - Zac Harmon (en) - Big James & The Chicago Playboys
- 2009 : Lillian Boutté (en) - Duke Robillard - Kenny Neal - Shemekia Copeland - Candye Kane - Magic Slim - Marta High - Carl Weathersby (en)
- 2010 : Jean-Pierre Bertrand - Kenny Neal & Trudy Lynn - Michel Hausser - Shakura S'Aida (en) - Sista Monica Parker (en) - Music Maker - Craig Adams - Claude Tissendier (en) - Big Daddy Wilson - Arthur Adams
- 2011 : Mathieu Boré - Shakura S'Aida (en) - Roy Gaines - China Moses / Raphaël Lemonnier - "Kenny Blues Boss" Wayne - Johnnie Bassett - Dwayne Dopsie (en) - Sylvia Howard - The Brown Sisters
- 2012 : Mitch Woods (en) - Boney Fields & The Bone Project - Bobby Rush - Terrie "Harmonica" Bean - Diunna Greenleaf (en) - Zac Harmon (en) - Magic Slim - Michel Pastre
- 2013 : Malted Milk - Arthur Adams - Rhoda Scott - Awek - French Blues All Stars
- 2014 : Lindsay Charnier - Rhoda Scott - Marc Thomas - Paris Swing Orchestra - Craig Adams
- 2015 : Vigon & The Dominos - French Blues All Stars - Jon Cleary - Neal Black & The Healers - Foksafunk
- 2016 : Robin McKelle - China Moses - Selwyn Birchwood (en) - Zac Harmon (en) - Linda Lee Hopkins - Linda Gail Davis - The 3 Bobs Blues - Shakura S'Aida (en) - Mr Sipp - Ben l'Oncle Soul - James Morrison - Eddie Cotton Jr - Paris Swing Orchestra